# キク
キク（菊）は、キク科キク属の植物。ここでは、狭義のキク（家菊〈イエギク〉、栽培菊〈栽培ギク〉）について記述する。
日本では日本で観賞用多年草植物として花卉園芸で発展した品種群を和菊、西ヨーロッパで育種されて生まれた品種群を洋菊と呼ぶ。

## 概要

菊花紋章（十六弁八重表菊紋）

イエギク（家菊、学名 Chrysanthemum × morifolium syn. Chrysanthemum × grandiflorum Kitam.）は、キク科キク属の植物。
秋に咲く花であるが、短日性植物で、電照などを用いた作型の分化により、周年供給されている（電照菊を参照）。食用にする「もってのほか」などの品種もある（食用菊を参照）。観賞園芸的には和菊、生産園芸的には洋菊が中心に栽培されている。また、切花としては温室での電照栽培で周年出荷されている。バラ、カーネーションとともに生産高の多い花卉となっている。
日本においては、菊は元々は外来種であり、薬草や観賞用植物として中国から伝来した。平安時代に用いられ始めて、宮中では菊の節句とも呼ばれる重陽の節句（旧暦9月9日）が明治時代まで行われ、現在でも皇室園遊会（観菊御宴）として行われている。日本で菊の栽培が盛んになったのは、栽培のプロセスが冬に芽をとり、春に植え、夏に成長させ、秋に観賞するといった具合で、イネの栽培と類似していることが影響しているとの説もある。現在では各地に愛好会ができる一方で、秋には、それらが主催の品評会が開かれている。
物品への意匠として用いられることも多く、鎌倉時代に後鳥羽上皇が身の回りのものに施したことにより天皇および皇室の紋となったといわれ、鎌倉時代には蒔絵や衣装の文様として流行した。日本の南北朝時代以降には天皇より下賜されることにより公家や武家の間で家紋として使用されるようになった（詳細は「菊花紋章」を参照のこと）。江戸時代には品種改良が行われた。
世界的には、フランス、ポーランド、クロアチア等の一部のヨーロッパ諸国において白菊が墓参に用いられ、中国、韓国でも葬儀の際に菊が用いられることが多い。日本でも古くから仏花や献花として菊が使用されてきた（なお、慣習として故人への供花とされ、病室へのお見舞いの花としては忌避される）。
キクの花弁が放射状に並んだ形状に由来する慣習的な呼び名があり、アンモナイトの化石を「菊石」と呼ぶほか、また陶芸やそば打ちでの材料の練り方に「菊練り」がある。

## 歴史

### 中国
中国で菊は古くから文献に現われるが、これらは自生種のハイシマカンギクなどを指すと考えられる。栽培キクはチョウセンノギクとハイシマカンギクの雑種として5、6世紀頃に現れたらしく、唐代に入って盛んに栽培・観賞された。宋代には劉蒙が『菊譜』を出版し、多数の園芸品種が育成されていたことが知られる。

### 日本

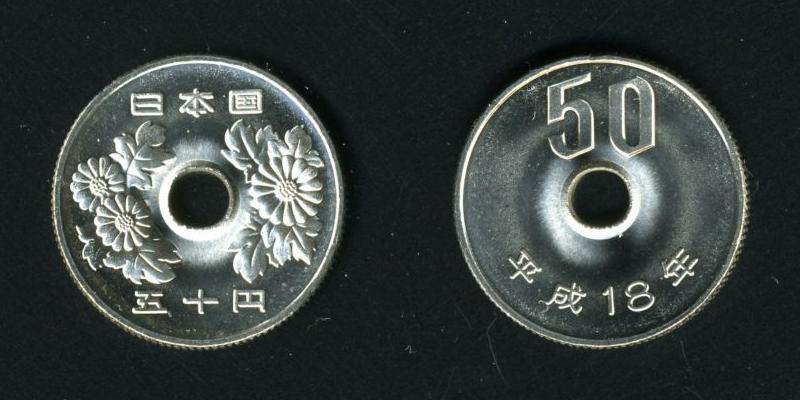
五十円硬貨の表には、菊がデザインされている。

日本にはタンポポなど多くの野菊（下記「キク科」参照）が自生するが、家菊・栽培菊は日本になかった。『万葉集』には157種の植物が登場するが、菊を詠んだ歌は一首もなく、飛鳥時代・奈良時代の日本に菊がなかったことを暗示する。中国から奈良時代末か平安時代初めに導入されたと推定される。平安時代に入り、『古今和歌集』あたりから盛んに歌にも詠まれるようになった。
『和名類聚抄』（10世紀前半成立）巻20「草類」における菊の和名表記として、「加波良與毛木」（カワラヨモギ＝河原蓬）が記されている。
春の桜に対して日本の秋を象徴する花となるが、それが決定的になったのは、鎌倉時代の初め後鳥羽上皇が菊の花の意匠を好み、「菊紋」を皇室の家紋とした頃からである。また、平安時代に藤原から改名した九州の豪族菊池氏も家紋に「菊花」もしくは「菊葉」を使用している。
育種が一気に展開したのは江戸時代から、特に元禄期（17世紀末）以降である。正徳頃からは「菊合わせ」と呼ばれる新花の品評がしばしば行われた。江戸、伊勢、京都、熊本などでそれぞれ独自の品種群、系統が生じた。「三段仕立て」などの仕立ての様式やその丹精の仕方なども発達し、菊花壇、菊人形など様々に仕立てられた菊が観賞された。これらは江戸時代から明治、大正時代にかけて日本独自の発展をした古典園芸植物の1つとして、現在では「古典菊」と呼ばれている。全般に花型の変化が極めて顕著であるのが特徴で、その中でも「江戸菊」は咲き初めから咲き終りまでの間に、花弁が様々に動いて形を変化していく様を観賞する。このように発展した日本の菊は幕末には本家の中国に逆輸入され、中国の菊事情を一変させた。明治時代になると、花型の変化よりも大輪を求める傾向が強まり、次第に「大菊」が盛んになった。花型としては厚物、管物、大掴み、一文字などに収束し、花の直径が30センチメートルに達する品種も現れた。この傾向は菊を日本の象徴として見る思想と関係していると思われ、戦後にまで続いている。
2017年、農研機構はサントリーと共同でカンパニュラ・チョウマメの遺伝子を用いて世界初の『青いキク』を作出した。

### ヨーロッパ
ヨーロッパへは1789年に中国からキクがもたらされた。花の中で人気はなかなか出ることなく数十年経過する。1860年に幕末の日本を訪れたイギリス人のロバート・フォーチュンが、翌1861年に様々な品種をイギリス本国に送ったことで、流行に火が付いた。以後イギリスを中心に、ヨーロッパ各地でも菊の育種が盛んになった。特にイギリスでは、最後のフローリスツ・フラワーの一つとなった。その後、西ヨーロッパでは切り花用や修景用など、生産園芸分野での育種が進み、スプレーギクなどが生まれている。

## キクの代表的な品種

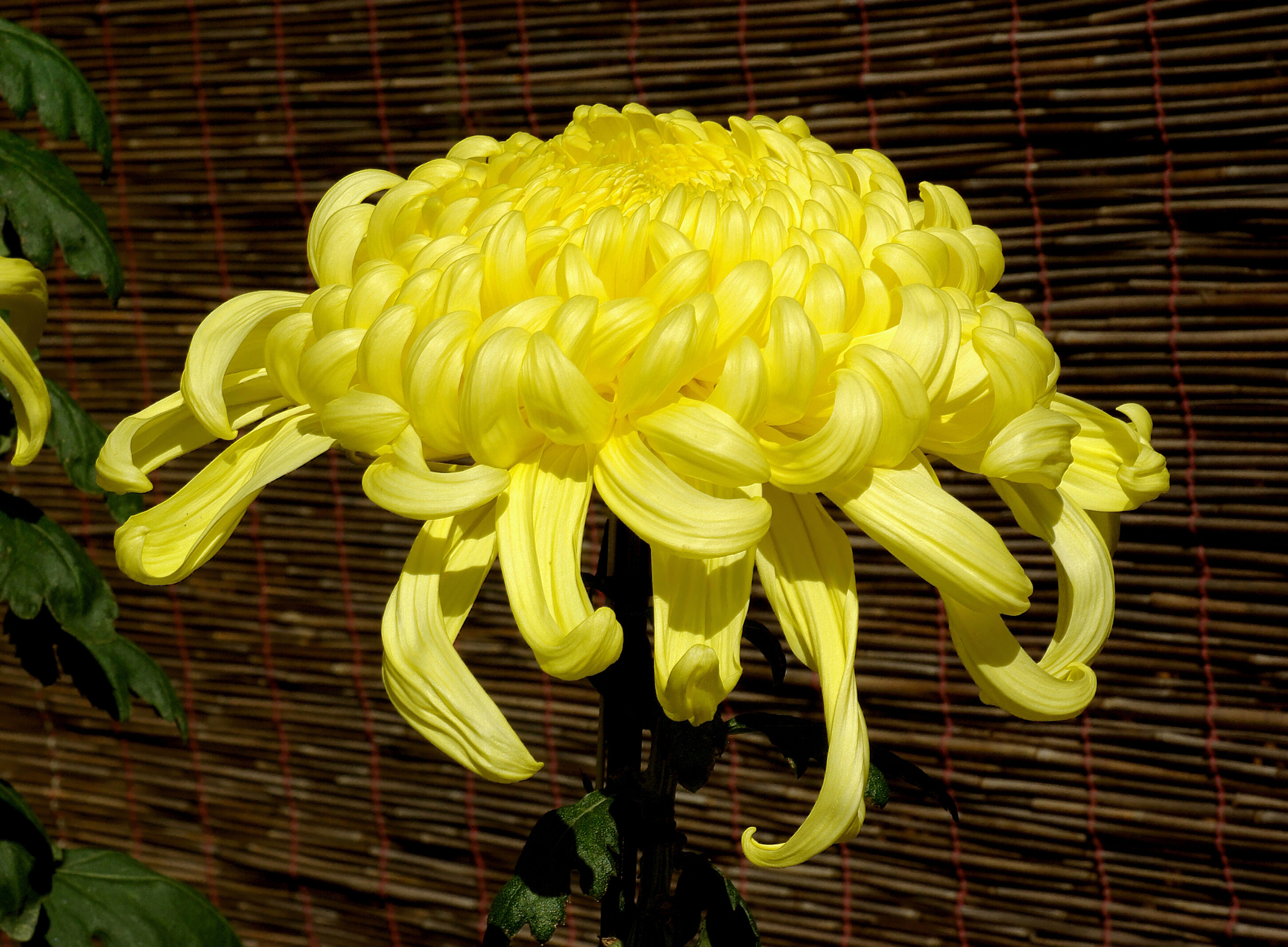
大菊

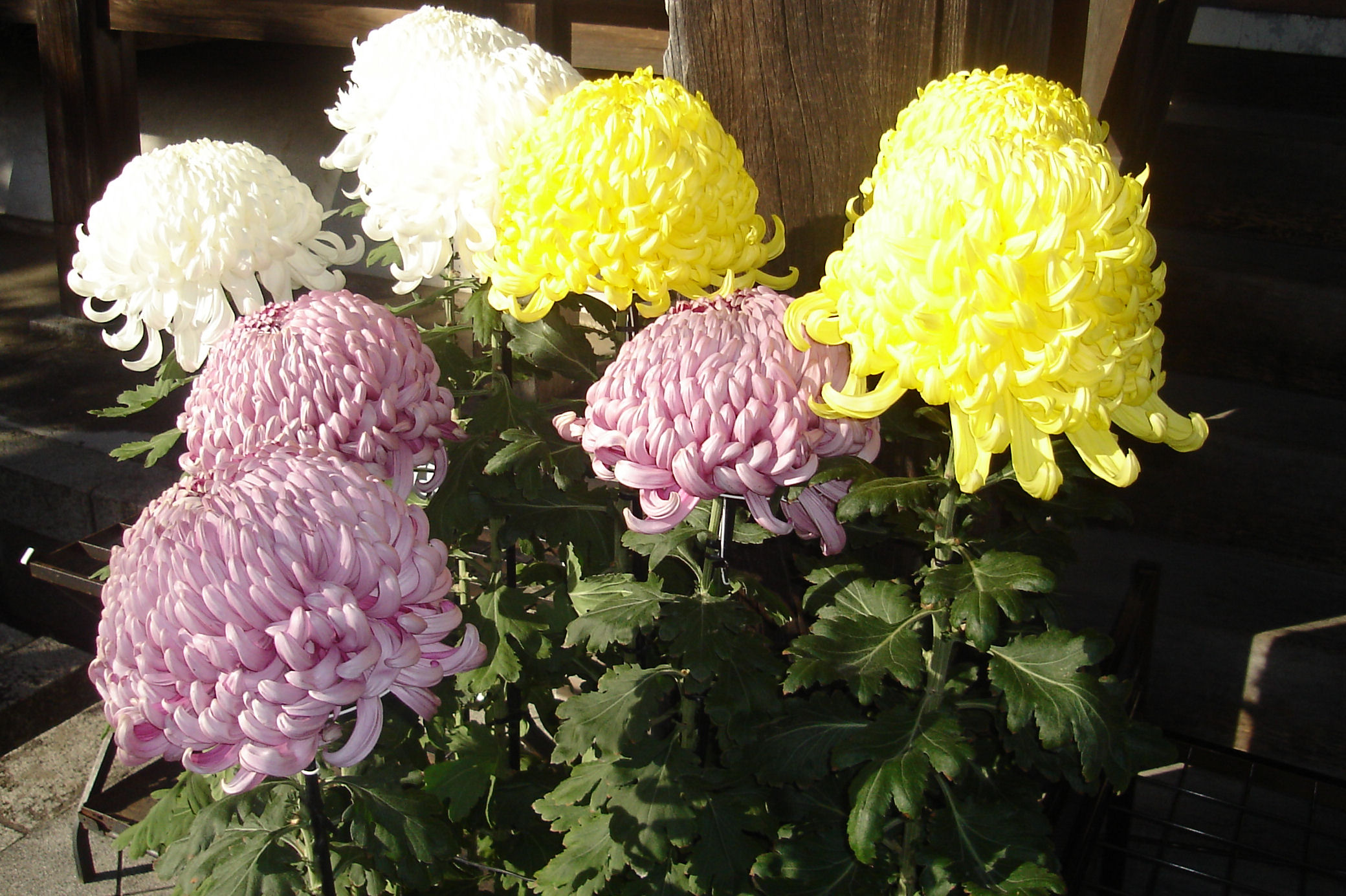
大菊 厚物

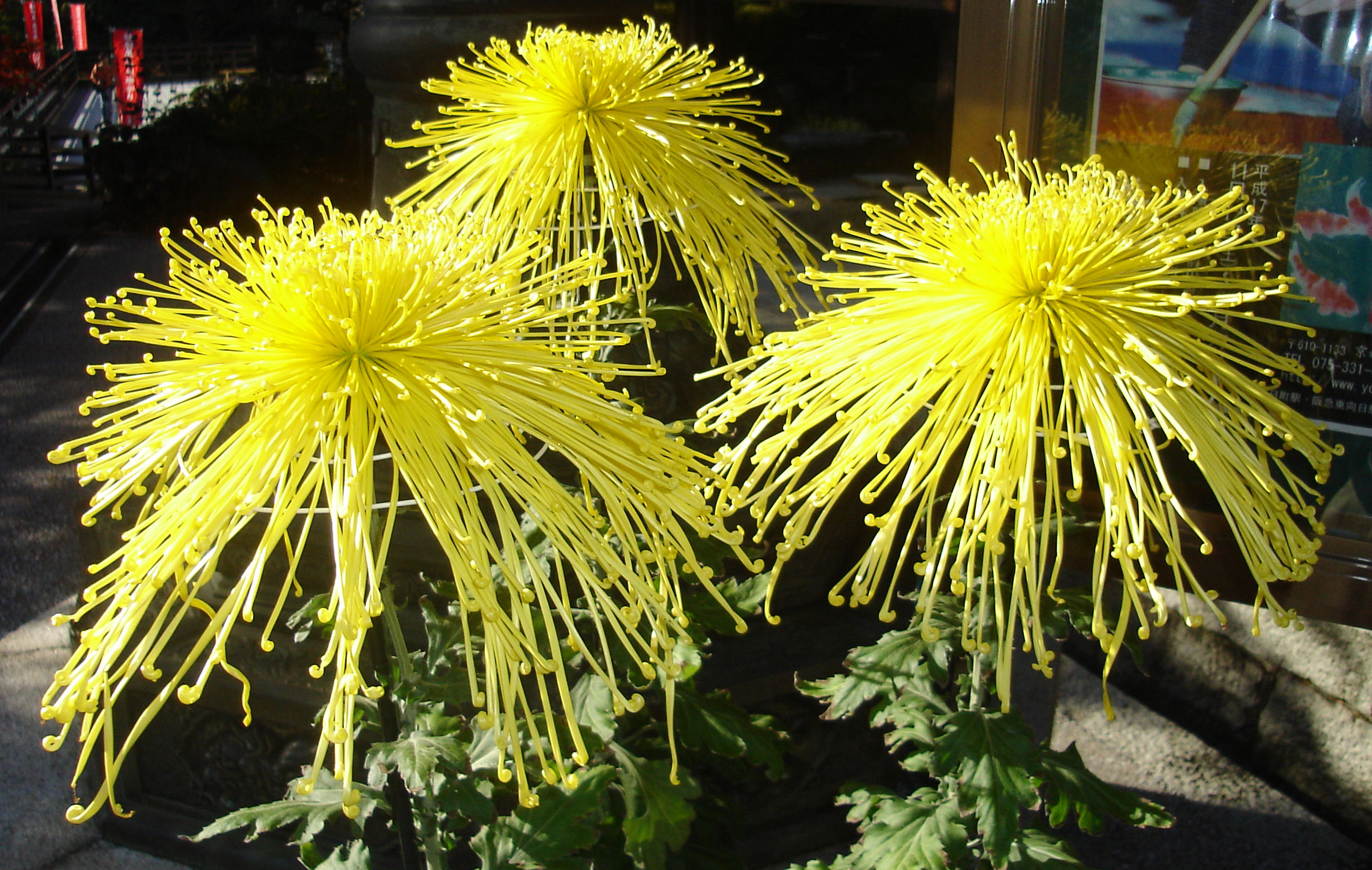
大菊 管物

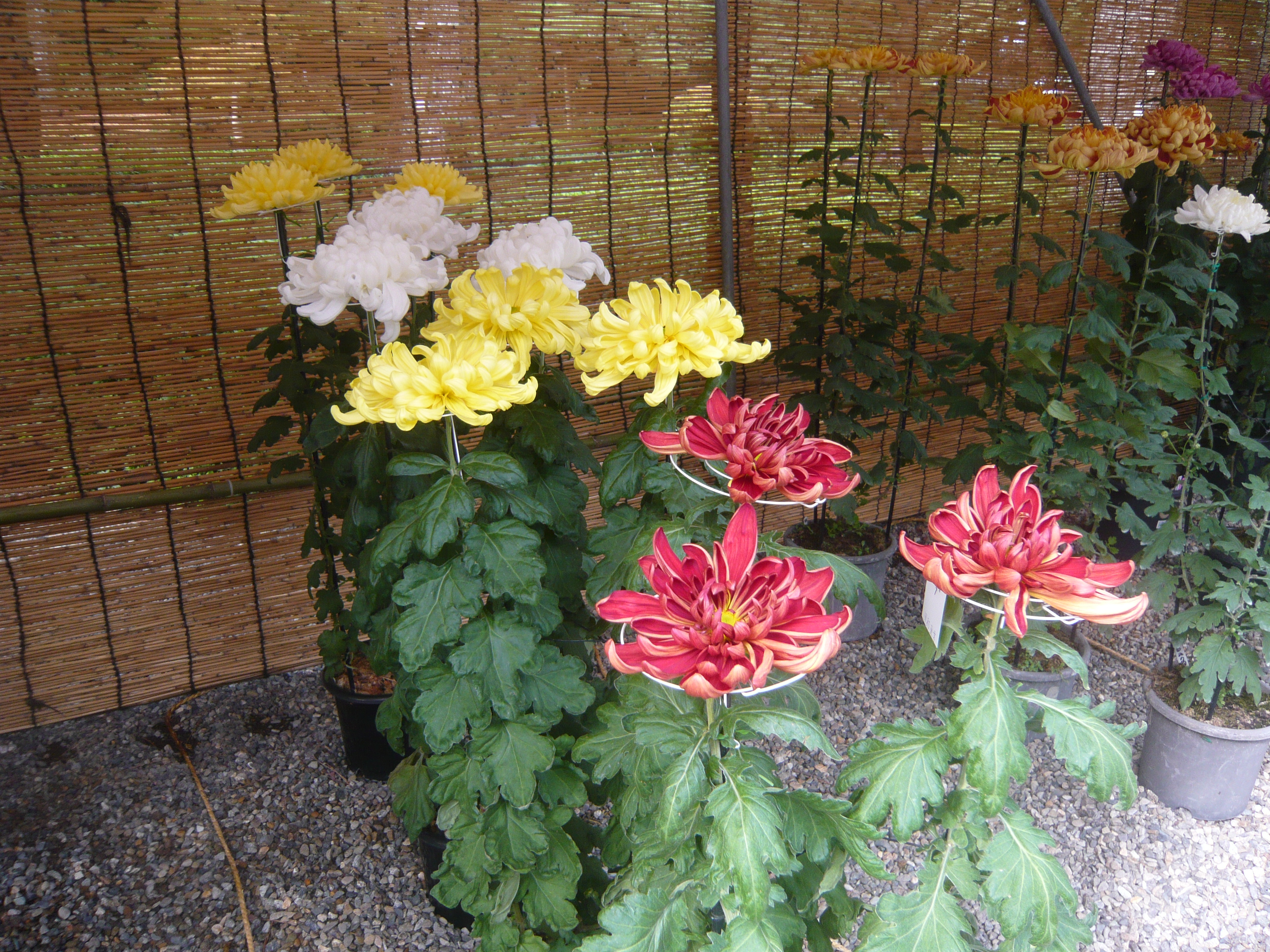
美濃菊

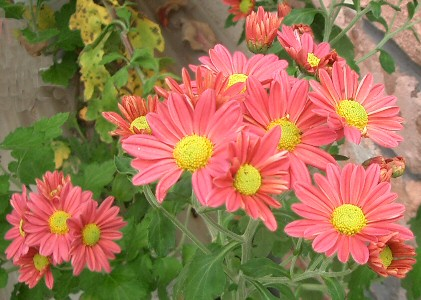
洋菊

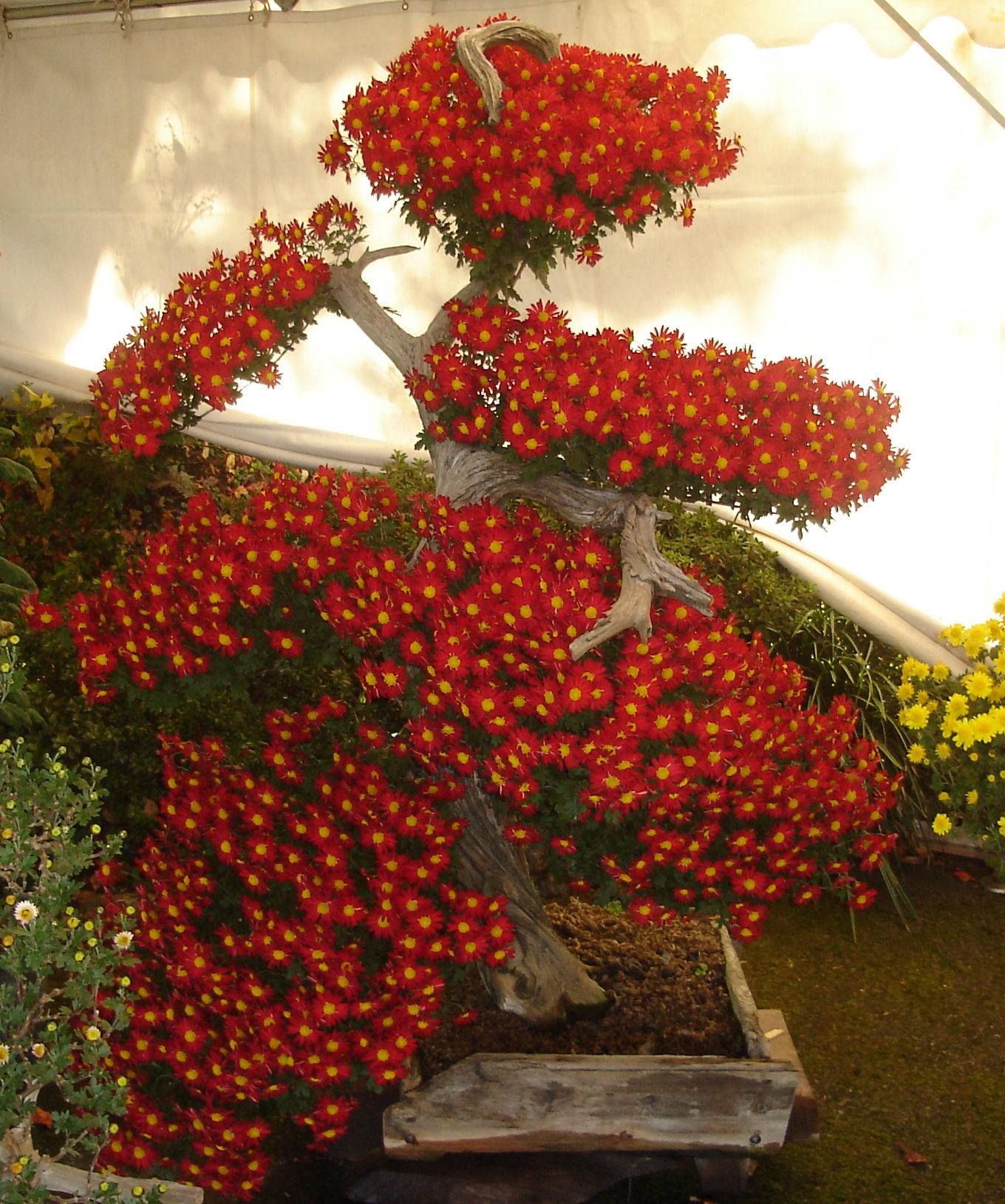
小菊

### 大菊（一輪菊）
花の直径は20センチメートル前後。一枝に対し一輪だけ残して周りのつぼみを摘蕾する。「三本仕立て」「ダルマづくり」「福助づくり」などにして楽しむ。
厚物厚物、厚走り、大掴みなどに区分される。
- 厚物（あつもの） － 多数の花弁が中心に向かってこんもりと盛り上がったもの。花弁が起伏がなく整然と並んだものが良い。
  - 淡色から後に純白色に変化する大輪の「地辺の月」、雪白色大輪咲の「銀河」、京都の杉山勇助による純白の「初瀬」、豊翠園が改良栽培した黄鮮色大輪咲の「豊翠の輝き」等がある。

- 厚走り（あつばしり） － 厚物の花弁の下に長い花弁が走るように垂れさがったもの。
  - 京都の佐々木源次郎が発表した「郡山の雪」は、明治から大正時代にかけて日本国内で広く栽培され普及した。後の大正15年（1925年）に名古屋の宮島吉太郎が見事な大走の雪白大輪咲となる「雪山」を生み出した。

- 大掴み（おおつかみ） － 青森県八戸地域で栽培改良されたことから、俗称で「奥州菊」又は「八戸菊花」とも称される。花の上部が手でつかんだように見え、走弁が下部につく。

管物（くだもの）
管状の花弁を管弁（くだべん）という。花芯から直線的な管弁が放射状にのび、花弁の多くが管弁となるものを管物とよぶ。花芯に近づくにつれ、しだいに管弁の弁端が丸くなる玉巻（たままき）となり、下方の花弁は走弁（はしりべん）となって四方に長くでる。管弁の太さで、太管、間管、細管等に区分される。
- 太管（ふとくだ） － 花色は多数あり、管物のうち巻弁が最も太い種類で弁質に力があるものの総称。
- 間管（あいくだ） － 管弁は太管と細管との中間の太さである。この種類には、管弁の先が全て玉巻となる、俗に「総玉」といわれる種類も含まれる。
- 細管（ほそくだ） － 糸管（いとくだ）とも称される。間管より細い管弁のために、花弁が自然に垂れる。そのために菊花を支える輪台が一般的に使用されることが多い。
- 針管（はりくだ） － 針のように細い管弁が無数に直立して放射する種類。玉巻をしないことが普通であったが、玉巻する種が昭和初期（戦前）に日本国内で品種改良され、作出された。
- 長垂（ながだれ） － 別名「長管」ともよばれる管物の一種。この種は、走弁が玉巻して長く垂下することが特徴である。古くは三重県松坂町の矢川で栽培された「松坂菊」、また伊勢の「長垂菊」で知られた。

広物（ひろもの）
- 一文字菊（いちもんじぎく） － 別名「御紋章菊」ともいう。その名の通り、天皇の「菊のご紋」のように、平たい花弁が一重で並ぶ。花弁の数は14から16枚程になるが、16枚が理想とされる。
  - 花色は白、黄色、紫、紅などで、白色の大輪花となる「白冠の輝き」、濃紫色蓮花咲の「星の海」、1930年代に一文字菊の名栽培家として知られた千葉県柏市の斎藤武衛が得意とした「国の光」等がある。

- 美濃菊（みのぎく） － 岐阜市を中心とした美濃地方で改良されてきた種類で、「岐阜菊」とも称される。幅広の平弁からなり、花弁は中心部に向かって抱え込むように受咲する。昭和初期に日本全国に栽培が広がった。

### 中菊
仏花などに使用される一般的な実用花や、洋菊（ポットマム）などが含まれる。ほか、江戸時代から続く「古典菊」もこの区分に入れられる。

### 小菊
花の直径が1センチメートルから3センチメートル。つぼみは摘蕾（てきらい）しない。「懸崖仕立て」や「菊人形」などにする。

### スプレー菊
花の直径が6センチメートルから3センチメートルくらい。つぼみは摘蕾（てきらい）しない。ハウス栽培切り花として生産され、仏花などの用途で周年供給される。スプレイー（Spray）とは先が分かれた枝との意味で、小枝の先に多数の花を付ける。

### クッションマム（ポットマム）
いわゆる西洋キクで、鉢植えで秋頃に出回る。「矮化剤」で成長が抑制され、背丈が揃えられている。
普及したのは1950年代にアメリカ合衆国のヨーダーブラザーズによって発売され、1968年に日本国内でも販売開始された。1970年後半以降より販売数が減少したが、1990年頃に新しいパテントが普及され、麒麟麦酒の子会社でキリンマムから発売され、各種苗会社では現在も需要が多い。

### 古典菊
- 嵯峨菊
- 伊勢菊
- 美濃菊
- 肥後菊
- 江戸菊

### 食用

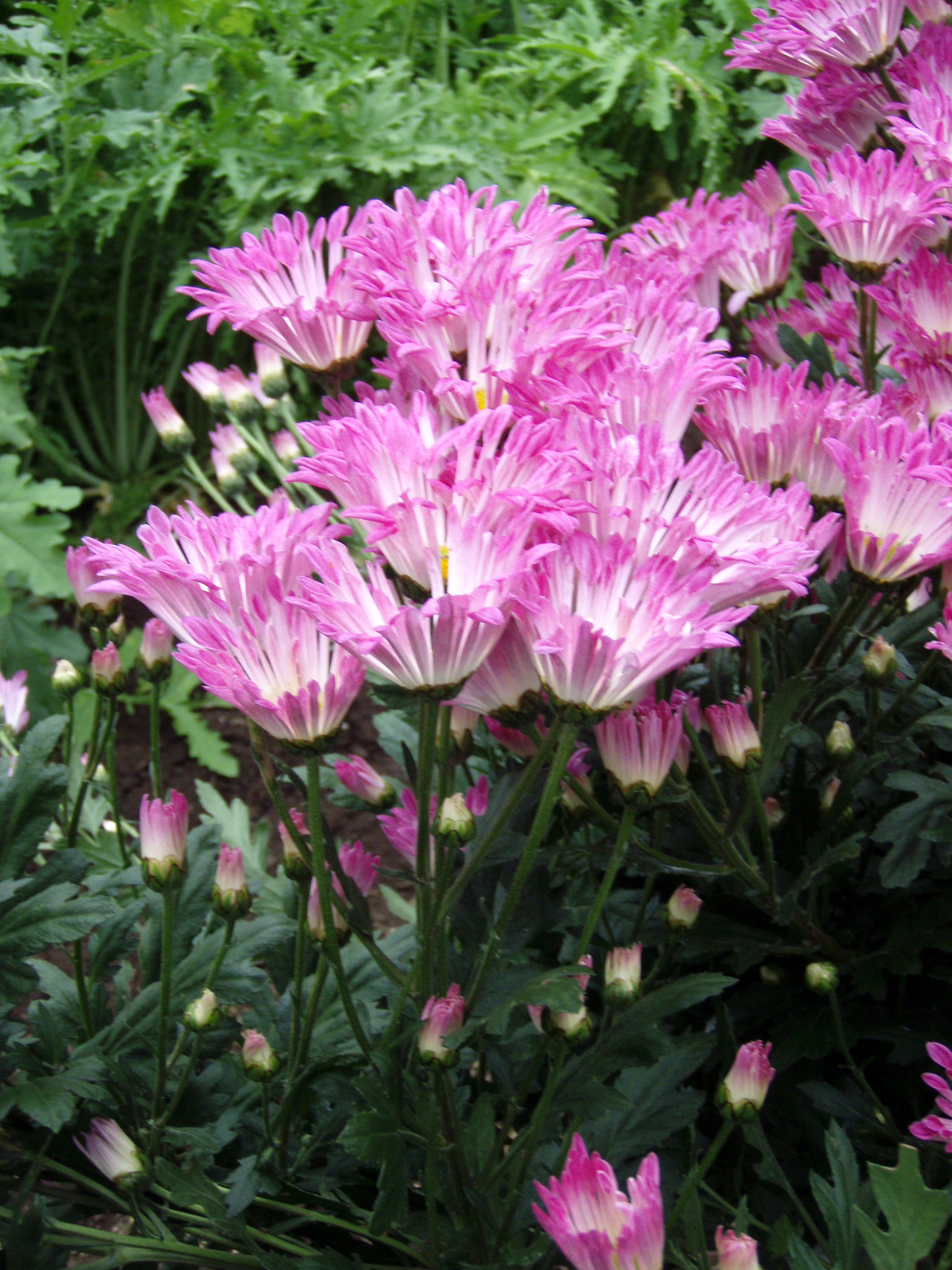
食用キク(紫色品種)

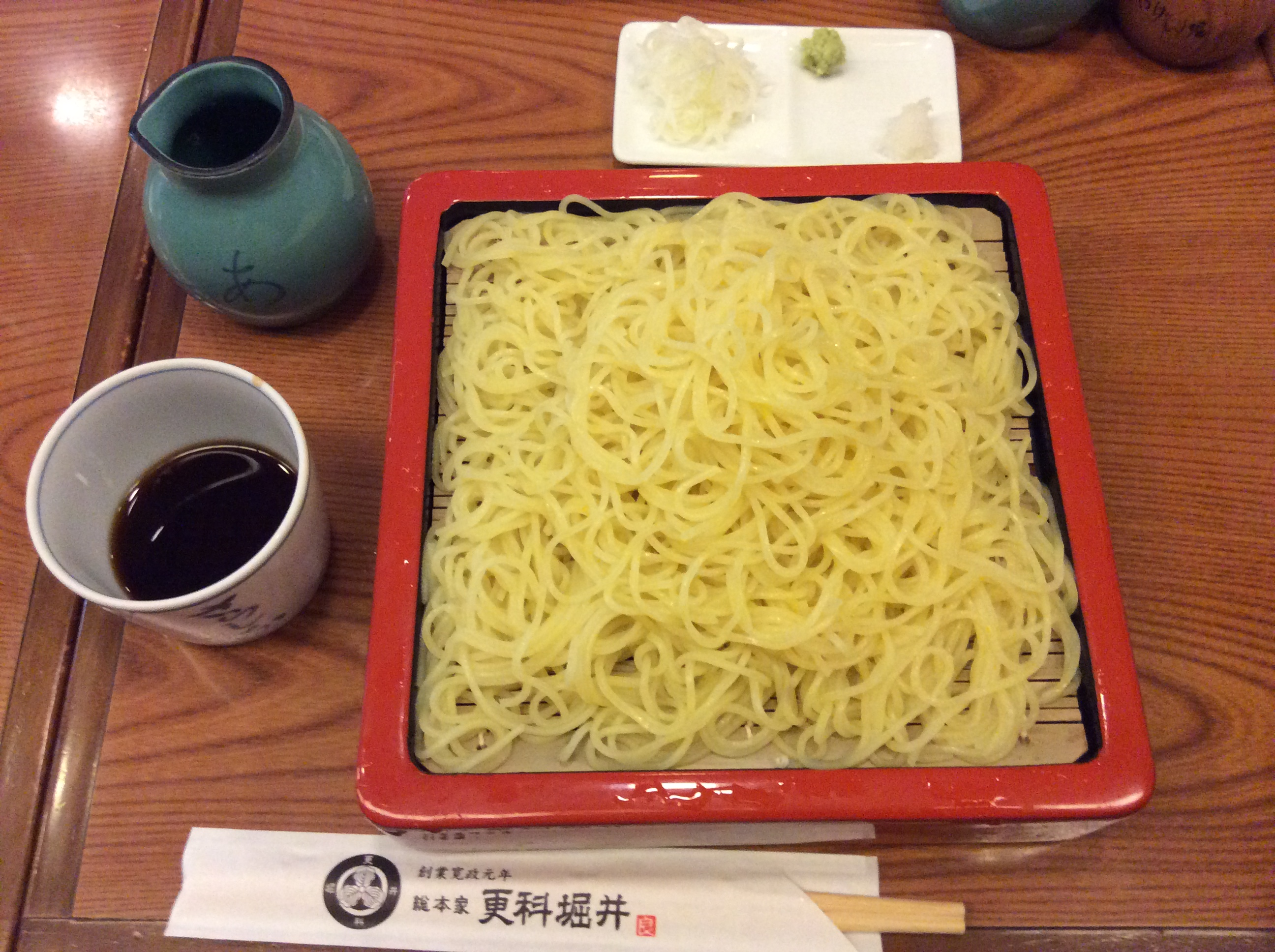
更科堀井の変わり蕎麦「菊切」（2017年9月23日撮影）

山形県内各地、青森県八戸市など東北地方、新潟県の中越から下越などで栽培されている。
花を食用にするもので、刺身のつまとして見かけることも多い。花びらのみを食用とする。独特の甘みがあり、茹でてお浸しにしたり、酢の物や胡桃合え、天ぷらや吸い物に用いられたりする。保存食としては、天保年間に初版が刊行された『漬物塩嘉言』に「菊漬」の記載がある。また、干した加工品「のし菊」が作られる。旬は秋。主な品種に「松波」「安房宮」、桃紫色の花を咲かせる「延命楽」（通称「もってのほか」）がある。

## 異称
- 隠逸花（いんいつか）‐ 菊の異称。周敦頤『愛蓮説』の一文「菊、花之隠逸者也」から。
- 陰君子（いんくんし）‐ 隠遁する有徳の人の意。菊の異称でもある。
- 星見草（ほしみぐさ）‐ 菊の異称。
- 霜見草（しもみぐさ）‐ 菊（特に寒菊）の異称。
- 千代見草（ちよみぐさ）‐ 菊、松の異称。

## 仕立て
菊には大菊、中菊、小菊の3つの区分があるが、仕立てに使用するのは主に大菊である。

### 三段仕立て盆養
最も代表的な仕立て方、

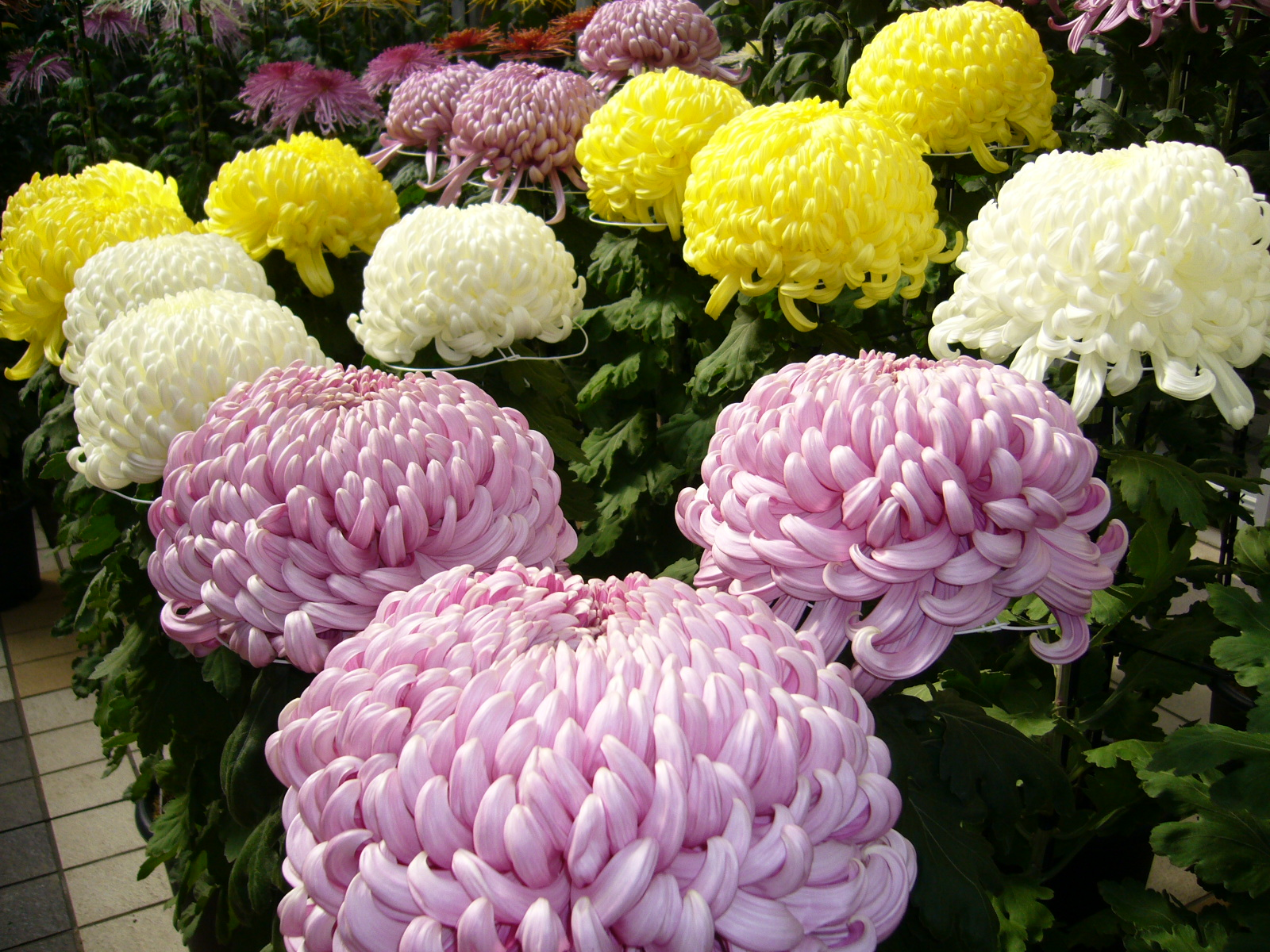
展示された三段仕立てのキク

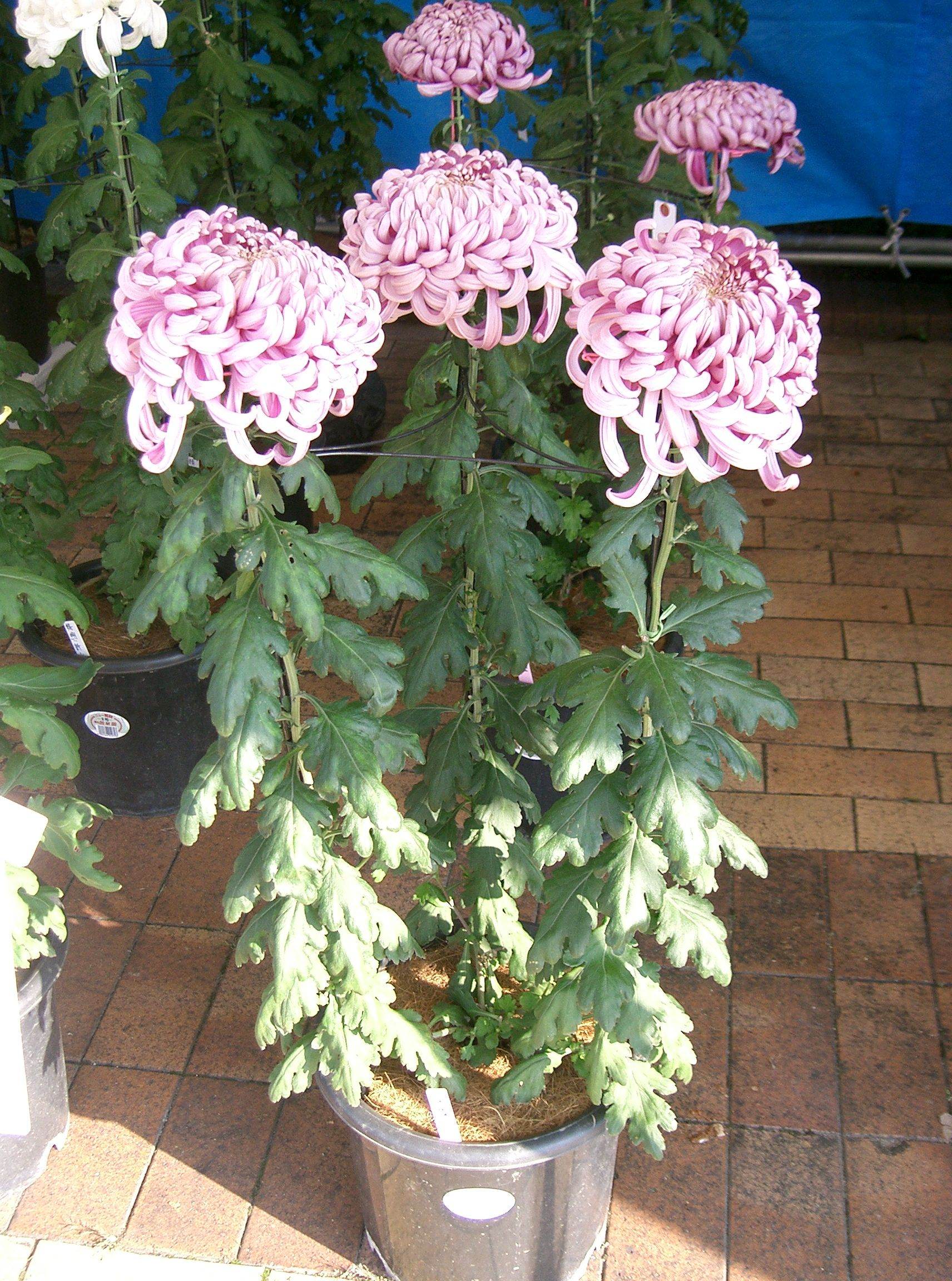
三本仕立て

1. 芽の先を摘心して一本の苗から3本の側枝を伸ばし、支柱でそれを支える。
2. 直立させた3本の枝に一輪ずつ花をつける。
3. 一番高い枝が「天」といい、3本の真ん中後ろの枝をそれにする。
4. 残りの2本が「地」「人」という。
5. 背の高さは「天」 > 「地」 > 「人」である。
6. 鉢は8号から10号のものが使用される。

### ダルマづくり
丸っこい姿からこの名がついた（「だるま」を参照）。
1. 「三本仕立て」の小さい物で、鉢は7号鉢。
2. 「天」の高さを60センチメートルから65センチメートル以下に収まるのが条件。
3. 矮化剤を使用する。

### 福助づくり
ずっしりした姿からこの名がついた（「福助人形」を参照）。
1. 鉢の直径より葉の幅を大きくし、一輪咲かせる。
2. 5号鉢に植え、矮化剤を使用する。

### 懸崖づくり
懸崖用の小菊を、前年秋のさし芽したものを、摘心を繰り返し、形を作る。かまぼこ状に隙間なく花をつけるのには技術が必要。大きいものから60センチメートルほどの小さなものもある。

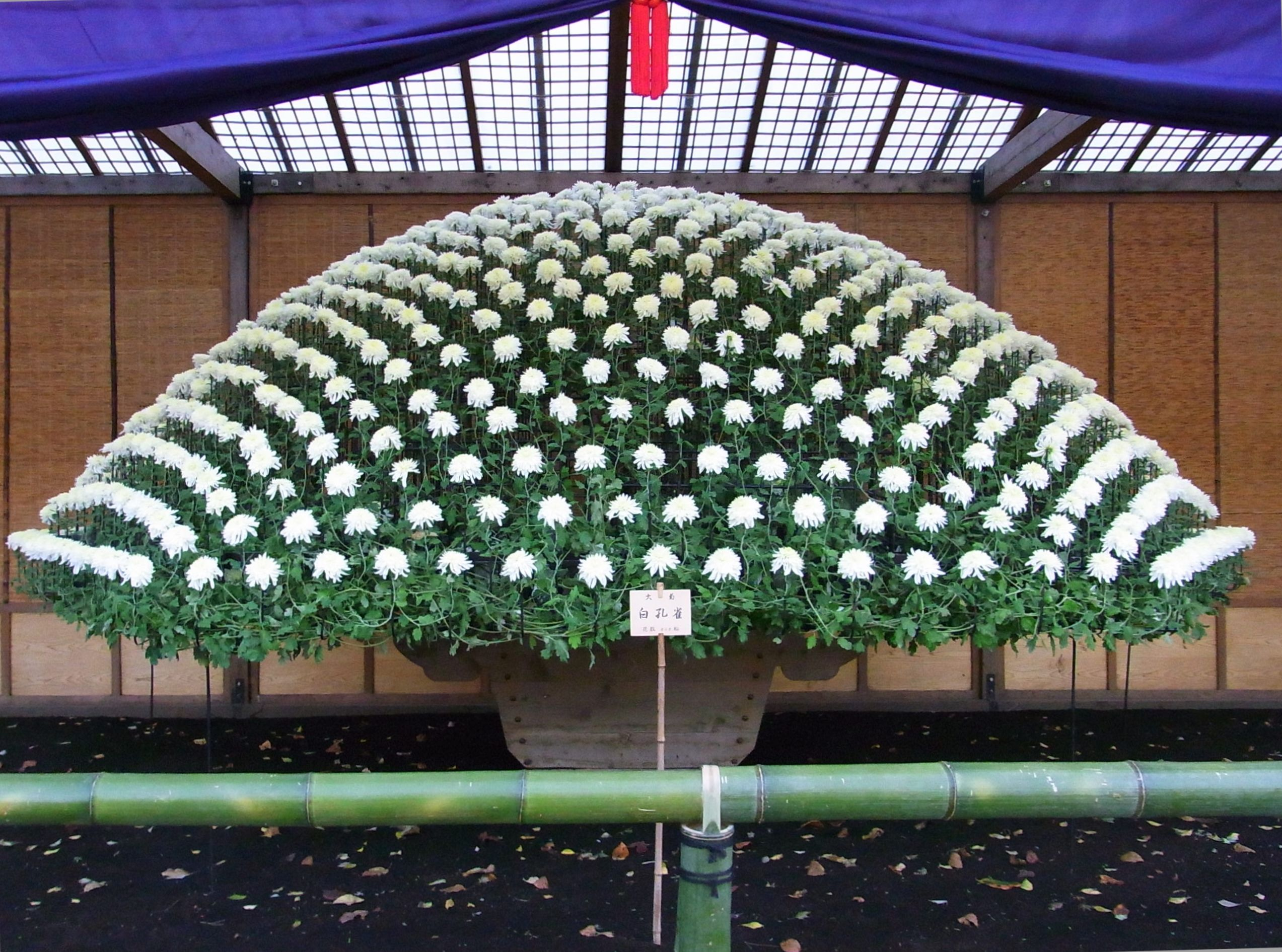
菊花壇展 千輪咲き（新宿御苑 2010年11月9日撮影）

### 千輪咲き
秋にさし芽をしたものをひたすら摘心し、一鉢で直径3メートルから4メートルほどの半球状に花が隙間なく、かつ規則正しく並べ咲かせる。

### その他の仕立て
- 菊人形

## 文化

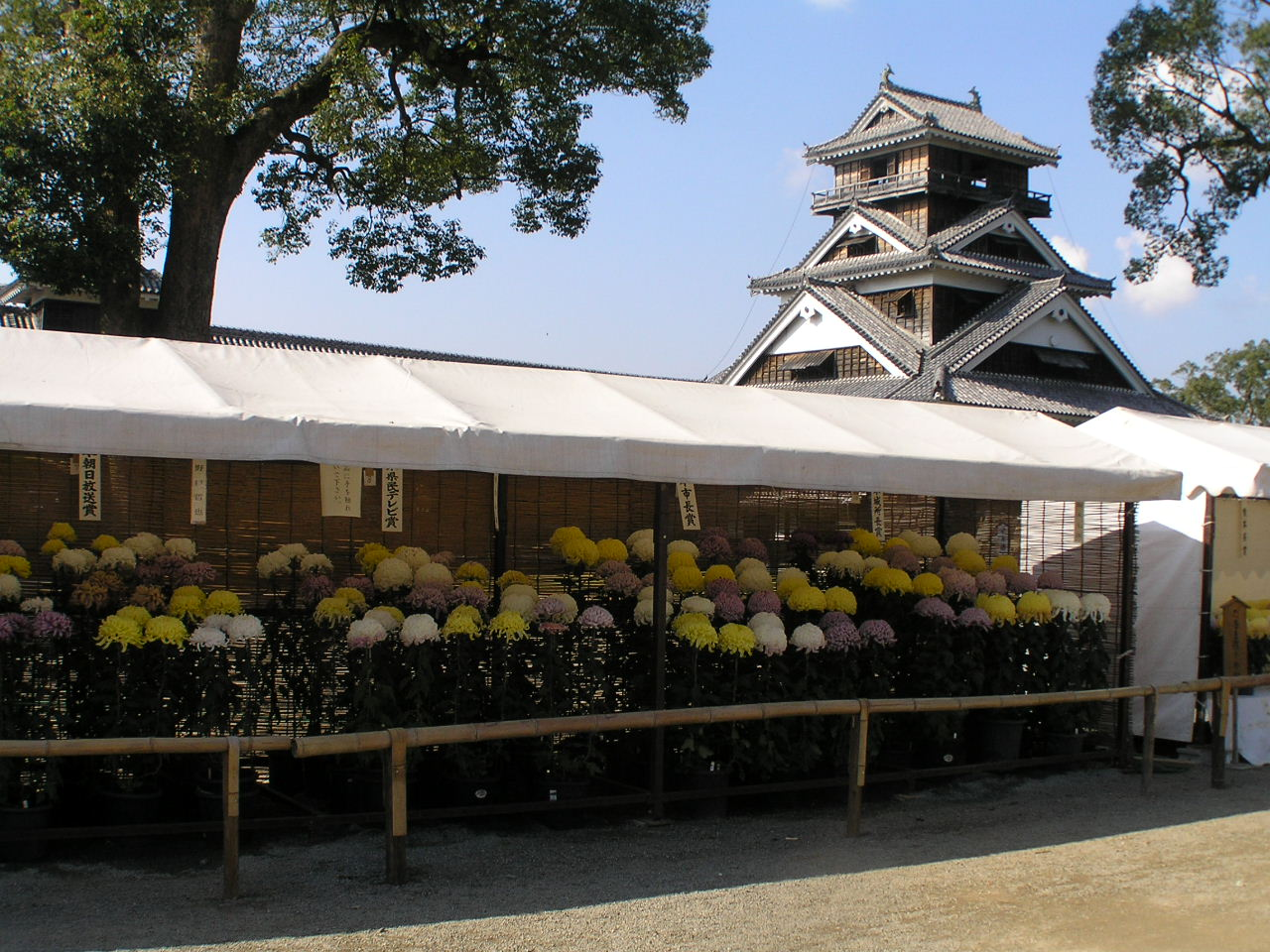
日本では秋に全国各地で菊花展が開催される。熊本城（2004年）。

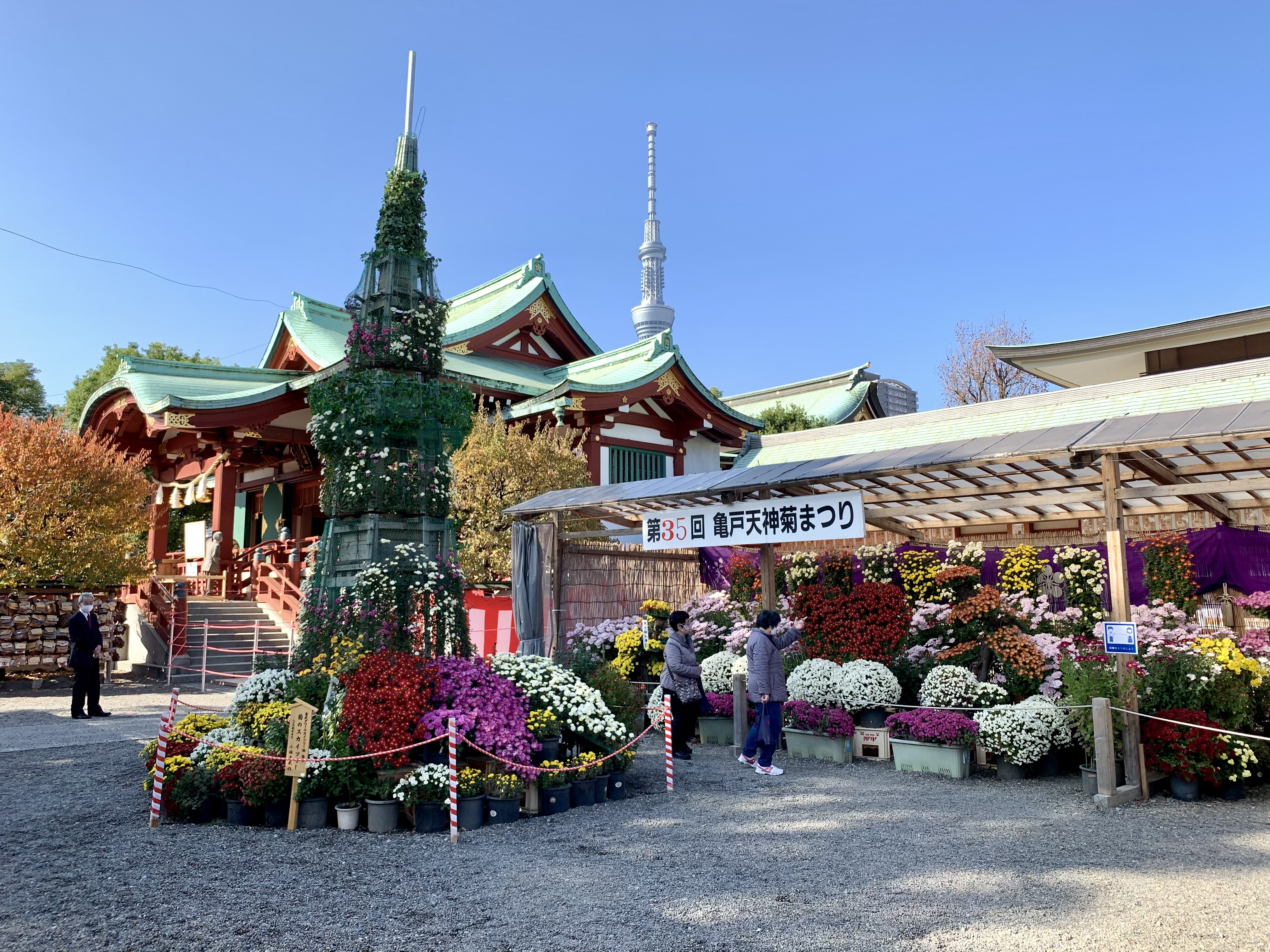
東京・亀戸天神社の菊まつり（2020年11月）。

### 行事
- 重陽（菊の節句）

### イベント
- 菊花展（菊まつり・菊展など） - 内閣総理大臣賞・農林水産大臣賞などが授与される。
- 菊人形

### 象徴
日本で皇室の象徴、また、しばしば日本そのものの象徴とされる。
菊があしらわれたもの
- 50円硬貨
- パスポート
- 勲章 - 菊花章、大勲位菊花章頸飾、大勲位菊花大綬章など

### 競馬
- 菊花賞
- 姫山菊花賞

### その他
- 花札では9月の絵柄として、「菊に盃」、「菊に青短」、カス2枚が描かれる。
- 春蘭秋菊倶に廃すべからず
どちらも優れていて甲乙つけにくいことのたとえとして用いられる[15]。春蘭も秋菊もともに趣があって美しく見捨てがたいという意味。「旧唐書」裴子余伝に記述がある。
- 菊酒について
昔、中国に恒景という男がいた。あるとき友人に、「9月9日、君の家に悪いことが起こるので、その日は家を離れどこかに登って菊酒を飲んでいたほうがいい。そうすれば災いは避けられるだろう。」と告げた。友人は半信半疑で一家で出かけた。夕刻、帰ってみると、犬も鶏も牛も豚も動物はすべて殺されれていた。友人によれば人間の身代わりに死んでくれたのだろうという。それからこの日は菊酒を飲み、一家の無事を祈る風習が生まれたという[16]。

## 日本における都道府県・市区町村の花
- 北海道：北見市、江別市、赤平市、三笠市、深川市、登別市、夕張郡由仁町、樺戸郡月形町、上川郡当麻町、虻田郡豊浦町
- 青森県：八戸市、東津軽郡今別町、北津軽郡中泊町、三戸郡五戸町
- 岩手県：岩手郡雫石町
- 宮城県：富谷市
- 秋田県：大館市
- 山形県：上山市、南陽市、西村山郡西川町
- 福島県：二本松市、河沼郡会津坂下町
- 茨城県：下妻市、笠間市、牛久市、稲敷市、稲敷郡阿見町、結城郡八千代町
- 栃木県：大田原市、芳賀郡市貝町、下都賀郡国分寺町
- 群馬県：伊勢崎市、太田市、みどり市、北群馬郡吉岡町、邑楽郡明和町・千代田町
- 埼玉県：行田市、草加市、越谷市、北本市、入間郡三芳町・毛呂山町、比企郡吉見町、児玉郡美里町、北葛飾郡杉戸町・松伏町
- 千葉県：山武市
- 東京都：武蔵野市、日野市、あきる野市
- 神奈川県：横浜市栄区
- 新潟県：燕市
- 富山県：滑川市、中新川郡立山町
- 福井県：越前市
- 長野県：上伊那郡南箕輪村
- 岐阜県：関市、羽島郡岐南町、養老郡養老町、可児郡御嵩町
- 静岡県：菊川市、駿東郡清水町、榛原郡吉田町
- 愛知県：稲沢市、高浜市、海部郡飛島村
- 京都府：与謝郡伊根町
- 大阪府：枚方市、八尾市、河内長野市、大東市、高石市、藤井寺市
- 兵庫県：神戸市北区、明石市、高砂市、加古郡播磨町
- 奈良県：大和郡山市、生駒市、葛城市、生駒郡平群町、北葛城郡新庄町
- 鳥取県：境港市
- 島根県：出雲市
- 岡山県：岡山市、笠岡市、瀬戸内市、久米郡美咲町
- 広島県：福山市
- 山口県：熊毛郡上関町
- 徳島県：吉野川市、板野郡北島町・藍住町
- 香川県：善通寺市
- 福岡県：八女市、鞍手郡鞍手町、八女郡広川町、田川郡糸田町
- 熊本県：菊池市、菊池郡菊陽町、阿蘇郡西原村、上益城郡甲佐町
- 大分県：中津市
- 鹿児島県：枕崎市、肝属郡肝付町
- 沖縄県：宜野湾市

### 廃止市町村
- 青森県：北津軽郡中里町、三戸郡福地村
- 岩手県：東磐井郡川崎村
- 宮城県：遠田郡南郷町、栗原郡鶯沢町、登米郡中田町・米山町、桃生郡桃生町
- 福島県：河沼郡河東町、大沼郡新鶴村
- 茨城県：西茨城郡友部町、鹿島郡旭村・大洋村、行方郡麻生町・北浦町、稲敷郡江戸崎町・新利根町・東町、新治郡新治村、筑波郡谷和原村、真壁郡大和村
- 栃木県：河内郡南河内町、安蘇郡田沼町
- 群馬県：勢多郡粕川村・東村、北群馬郡子持村、利根郡月夜野町、佐波郡東村、山田郡大間々町
- 埼玉県：児玉郡児玉町、大里郡妻沼町、北埼玉郡大利根町
- 千葉県：山武郡成東町
- 新潟県：北蒲原郡紫雲寺町、佐渡郡佐和田町・新穂村・真野町
- 富山県：婦負郡細入村、射水郡小杉町、東礪波郡福野町
- 石川県：鹿島郡鹿西町
- 福井県：武生市、吉田郡松岡町・上志比村
- 山梨県：西八代郡六郷町
- 長野県：南佐久郡佐久町、埴科郡戸倉町
- 岐阜県：羽島郡川島町、本巣郡糸貫町、武儀郡武芸川町
- 静岡県：清水市、小笠郡菊川町、磐田郡福田町
- 愛知県：中島郡祖父江町・平和町、海部郡甚目寺町・十四山村・佐織町、渥美郡赤羽根町・渥美町
- 三重県：度会郡小俣町・御薗村
- 滋賀県：神崎郡能登川町、高島郡高島町
- 京都府：相楽郡木津町、与謝郡野田川町
- 兵庫県：加東郡滝野町、多可郡黒田庄町、佐用郡三日月町、宍粟郡一宮町・波賀町、朝来郡山東町、氷上郡山南町、津名郡一宮町、三原郡西淡町
- 奈良県：北葛城郡當麻町
- 和歌山県：那賀郡打田町
- 島根県：八束郡島根町、簸川郡大社町、邑智郡石見町
- 岡山県：邑久郡長船町、久米郡中央町・久米町
- 山口県：小野田市、豊浦郡菊川町
- 徳島県：美馬郡美馬町
- 香川県：小豆郡池田町、香川郡香南町、綾歌郡綾歌町、三豊郡詫間町
- 愛媛県：越智郡菊間町
- 福岡県：前原市、嘉穂郡碓井町
- 長崎県：西彼杵郡多良見町、南高来郡有明町・北有馬町
- 熊本県：宇土郡不知火町、下益城郡城南町・富合町、玉名郡菊水町、鹿本郡鹿本町・鹿央町、八代郡千丁町
- 鹿児島県：日置郡松元町、出水郡野田町、肝属郡高山町
- 沖縄県：具志川市

## キクと名のつく生物

### キク科
キク科の植物は被子植物の中では最も繁栄しているものの1つで、世界中に2万種以上が自生している。日本における和名・通称では多くが「○○ギク」と呼ばれる。
日本には350種ほどが自生し、帰化植物は150種がある。そのうち、単に「キク」「野菊」と呼ばれるものは、以下のものがある。

#### 野菊
- キク科・キク属 キクタニギク、シマカンギク、ノジギク、リュウノウギクなど
- キク科・シオン属 サワシロギク、シラヤマギク、ノコンギク、ヒロハホウキギクなど
- キク科・ハマベノギク属 ハマベノギク、ヤマベノギクなど
- キク科・ヨメナ属 ヨメナなど
- キク科・タンポポ亜科・タンポポ属 シロバナタンポポ、セイヨウタンポポなど
- キク科・サワギク属 サワギクなど

#### 日本国外
- ヤグルマギク  キク科 セントウレア属の秋蒔き一年草。ヨーロッパ原産。
- シロタエギク（白妙菊）
- マーガレット（モクシュンギク-木春菊）
- ガザニア（クンショウギク）
- テンニンソウ（トッコウギク-特攻菊）
- ヒナギク
- ハルシャギク

など

### キク科以外
- シュウメイギク（秋明菊・牡丹貴船菊） キンポウゲ科アネモネ属の耐寒性宿根草。半日陰を好む。（en:Japanese Anemone）
- ダンギク（段菊） クマツヅラ科の亜灌木、庭などに植えられる園芸植物。
- マツバギク（松葉菊） ツルナ科の常緑多年草。半耐寒性で暖地の庭先や路傍などに植えられている。
- ちゃんばぎく ケシ科の雑草。タケニグサの別名。欧米ではプルームポピーの名で多くの園芸品種が造られた人気園芸植物である。
- ケナシチャンパギク ケシ科タケニグサ属。葉の裏面に毛が生えていないタケニグサの近似種である。
- キクモ、キクガラクサ（ゴマノハグサ科）、キクシノブ（シノブ科）いずれも葉の形がキクに似る。

### 動物
- キクイタダキ（菊戴き）
- ウミギク、キクザル（二枚貝）
- キクメイシ（イシサンゴ類）
- 菊石（アンモナイト類）
- キクスイカミキリ・キクグンバイ（昆虫：キクを食べる）